# Emilien Buisson
Emilien Buisson (ur. 8 maja 1987) – francuski biegacz narciarski, zawodnik klubu Le Grand Bornand.

## Kariera
Po raz pierwszy na arenie międzynarodowej Emilien Buisson pojawił się 21 stycznia 2006 roku podczas zawodów Alpen Cup w Taninges, gdzie zajął 43. miejsce w biegu na 15 km techniką dowolną. Nigdy nie startował na mistrzostwach świata juniorów ani mistrzostwach świata U-23. W Pucharze Świata zadebiutował 18 grudnia 2010 roku w La Clusaz, gdzie został zdublowany w biegu na 30 km stylem dowolnym. Jak dotąd nie zdobył pucharowych punktów i nie był uwzględniany w klasyfikacji generalnej. Nie brał także udziału w mistrzostwach świata ani igrzyskach olimpijskich. Startuje za to w zawodach FIS Marathon Cup, w których raz stanął na podium: 10 lutego 2013 roku był trzeci we francuskim maratonie Transjurassienne. W biegu tym wyprzedzili go tylko dwaj rodacy: Benoît Chauvet oraz Adrien Mougel. W klasyfikacji generalnej najlepiej wypadł w sezonie 2012/2013, który ukończył na 28. pozycji.

## Osiągnięcia

### Puchar Świata

#### Miejsca w klasyfikacji generalnej
- sezon 2010/2011: -

#### Miejsca na podium w zawodach chronologicznie
Jak dotąd Buisson nie stał na podium indywidualnych zawodów Pucharu Świata.

### FIS Marathon Cup

#### Miejsca w klasyfikacji generalnej
- sezon 2010/2011: 76.
- sezon 2011/2012: 54.
- sezon 2012/2013: 28.

#### Miejsca na podium
| Nr | Dzień     | Rok  | Zawody           | Dystans               | Czas biegu  | Strata      | Pozycja | Zwycięzca      |
| -- | --------- | ---- | ---------------- | --------------------- | ----------- | ----------- | ------- | -------------- |
| 1. | 10 lutego | 2013 | Transjurassienne | 76 km stylem dowolnym | 3:24:31,6 h | +1:57,7 min | 2.      | Benoît Chauvet |